# Галаго Гарнетта
Галаго Гарнетта (лат. Otolemur garnettii) — примат семейства галаговые. Видовое название дано в честь английского бизнесмена и натуралиста Томаса Гарнетта (1799—1878).

## Описание
Галаго Гарнетта достигают длины от 23 до 33 см, хвост длиной примерно 36 см, вес составляет от 700 до 800 г. Окраска шерсти варьирует от красно-коричневого до бурого цвета, нижняя часть тела окрашена светлее. Мех густой, хвост очень пушистый и длиннее, чем тело. Глаза, как у всех галаговых, увеличены и приспособлены к ночному образу жизни, уши также большие, но меньше, чем уши у толстохвостого галаго (Otolemur crassicaudatus).

## Распространение
Галаго Гарнетта проживают в восточной Африке, их ареал простирается от южного Сомали через Кению до Танзании, включая также ближайшие острова, такие как Занзибар. Жизненное пространство этих животных — влажные тропические, прибрежные, горные и тугайные леса.

## Образ жизни
Эти приматы активны ночью, в течение дня спят в гнёздах, сложенных из листьев. Ночью отправляются на поиски корма, при этом держатся преимущественно на деревьях, редко спускаясь на землю. Передвигаются на четвереньках и редко прыгают.
Это территориальные животные, их участки не перекрываются участками животных одного пола и одного возраста. Однако имеют место пересечения участков самца и самки или более молодых и более старых животных. Площадь участка примерно от 12 до 18 га.
Питание состоит в первую очередь из плодов, наряду с этим галаго Гарнетта питаются насекомыми и древесными соками.
После примерно 130-дневного периода беременности самка рожает — чаще одного — детёныша. Уже через 4—5 недель детёныш начинает есть твёрдый корм. Половая зрелость наступает примерно в возрасте 20-ти месяцев. В неволе продолжительность жизни животных может составлять более 18 лет.

## Подвиды
- Otolemur garnetii garnettii — Занзибар и Пемба (остров)
- Otolemur garnettii lasiotis — побережье Восточной Африки, от Сомали до Танга в Танзании
- Otolemur garnettii panganiensis — горы на севере Танзании
- Otolemur garnettii kikuyuensis — нагорье от Кении на восток до Восточно-Африканской рифтовой долины